# 5735 Loripaul
5735 Loripaul (1989 LM) là một tiểu hành tinh vành đai chính được phát hiện ngày 4 tháng 6 năm 1989 bởi E. F. Helin ở Palomar.